# IC 145
IC 145 ist eine Galaxie im Sternbild Walfisch südlich der Ekliptik. Sie ist schätzungsweise 575 Millionen Lichtjahre von der Milchstraße entfernt und hat einen Durchmesser von etwa 120.000 Lj.
Im selben Himmelsareal befindet sich u. a. die Galaxie NGC 622.
Das Objekt wurde am 12. Dezember 1893 vom französischen Astronomen Stéphane Javelle entdeckt.